# Júlio Ferreira de Carvalho
Júlio Ferreira de Carvalho (Fazenda da Várzea Alegre, São Tiago, 28 de janeiro de 1893 — Belo Horizonte, 22 de outubro de 1962) foi um político, promotor, advogado e professor universitário brasileiro.